# Zagori
Zagori (en griego: Ζαγόρι) es una región y un municipio en las montañas del Pindo en el Épiro, en el noroeste de Grecia. La sede del municipio es el pueblo de Asprangeloi. Tiene una superficie de unos 1000 kilómetros cuadrados y contiene 45 aldeas conocidas como Zagoria (o Zagorochoria o Zagorohoria), y tiene la forma de un triángulo equilátero invertido. En la esquina sur del triángulo se encuentra la capital provincial, Ioannina, el lado sur-occidental está formada por el monte Mitsikeli (1810 m); el río Aóos y el monte Tymfi constituyen la parte norte, y la parte sur-oriental corre a lo largo del río Varda hasta el Monte Mavrovouni (2100 m), cerca de Metsovo. Con unos seis habitantes por kilómetro cuadrado, es una zona muy poco poblada para la media griega.

## Geografía
Zagori es un área de gran belleza natural, con una geología sorprendente y dos parques nacionales, uno que incluye los ríos Aoos y las gargantas de Vikos, y el otro alrededor de Valia Kalda, al este de la imponente monte Tymfi. Los 45 pueblos de Zagori estaban interconectados por caminos de montaña y puentes de piedra con arcos tradicionales hasta que se abrieron modernas carreteras en la década de 1950.

## Historia
El terreno de Zagori es muy montañoso y accidentado, con barrancos escarpados, densos bosques y montañas interminables, lo cual era un impedimento para muchos pueblos, tribus e imperios a través de los siglos para entrar y establecerse en la zona.
Zagori formaba parte del antiguo reino griego de los molosos, quien a finales de la época clásica prevalecieron en el Épiro. En la época bizantina, no se menciona en ningún momento que la zona sufriera el daño de un atacante. En la época otomana el Tratado de Voinikou estableció un acuerdo especial entre la Audiencia Zagoria y las autoridades otomanas , y asigna un simple pago de impuestos para la autonomía parcial de la región. 

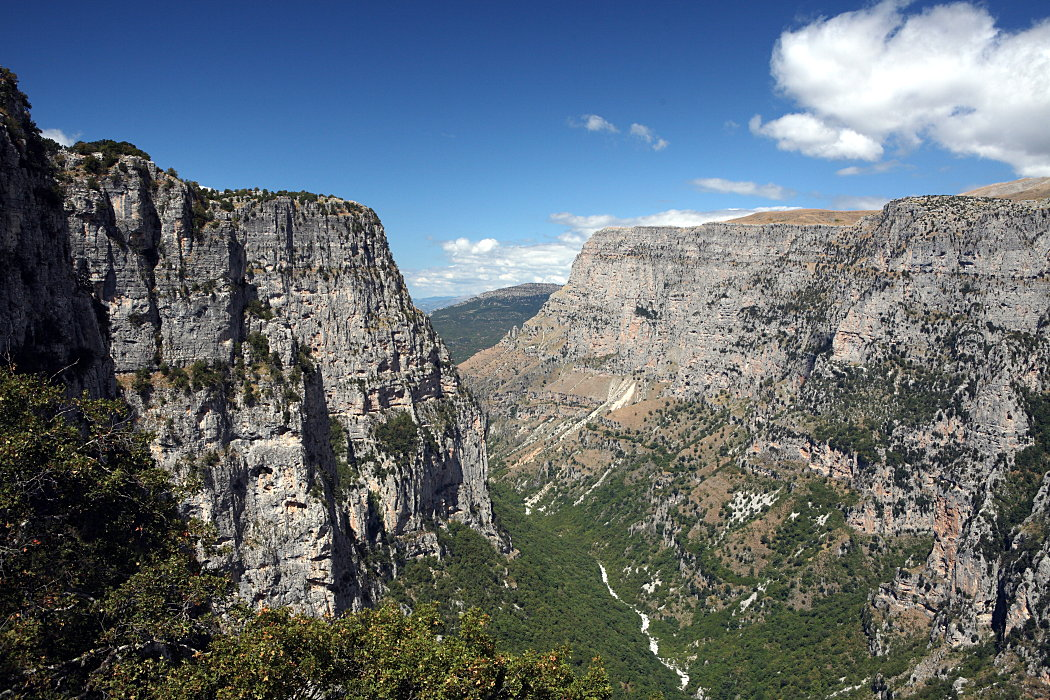
Cañón de Vikos

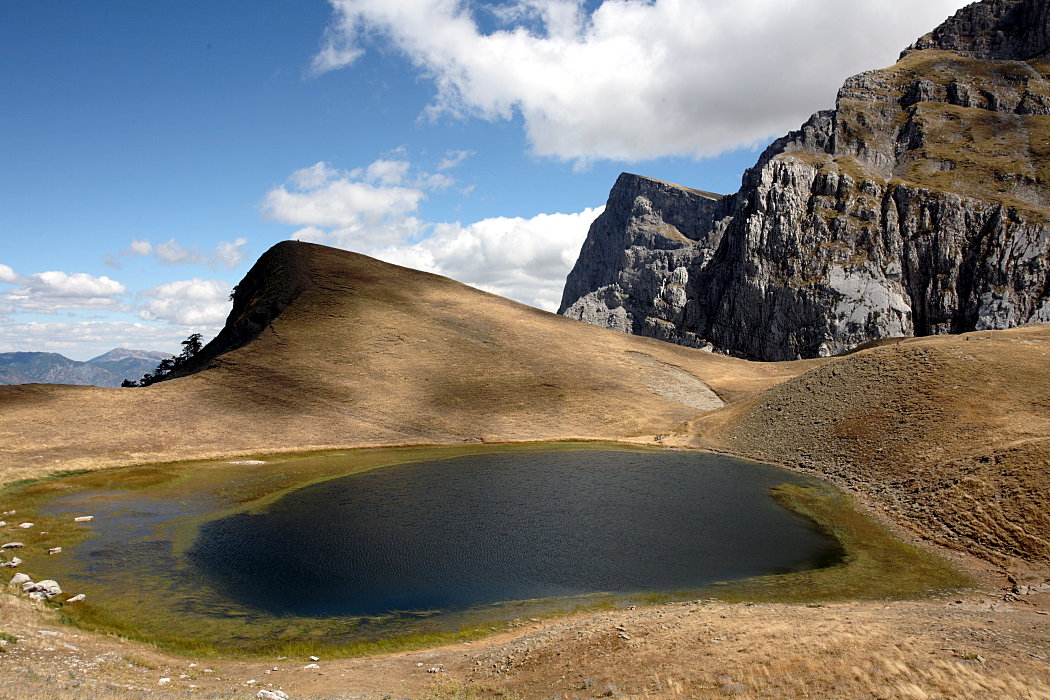
Un Drakolimni, lago paleoglaciar

Desde el siglo XVII la población de la región crece rápidamente, y en condiciones de autonomía, lo que favorece el comercio. Zagori adquiere fuertes lazos comerciales con Constantinopla, los principados del Danubio y Rusia. La prosperidad económica y cultural del lugar continuó en el siglo XVIII, cuando se fundaron escuelas, se construyeron molinos para moler el maíz, fuentes primorosamente construidas y los puentes que se encuentran dispersos en la región. 
Después de 1860 se dio una disminución gradual económica y comercial, debido principalmente a la Revolución Industrial.

## Municipio
El municipio Zagori se formó en la reforma del gobierno local de 2011 por la fusión de los siguientes cinco municipios anteriores, que se convirtieron en las unidades municipales (las localidades que los formaban entre paréntesis):
- Zagori Central (Agios Minas, Ano Pedina, Aristi, Asprangeloi, Vitsa, Dikoryfo, Dilofo, Dipotamo, Elati, Elafotopos, Kaloutas, Kato Pedina, Manassis, Mesovouni, Monodendri
- Zagori Este (Agia Paraskevi, Anthrakitis, Greveniti, Demati, Doliani, Elatochori, Itea, Kavallari, Karyes, Kastanon, Makrino, Petra, Potamia, Tristeno, Flambourari)
- Papigko
- Tymfi (Vradeto, Vrysochori, Iliochori, Kapesovo, Kipoi, Koukouli, Laista, Leptokarya, Negades, Skamneli, Tsepelovo, Frangades)
- Vovousa